# Sanita Pušpure
Sanita Pušpure, född 21 december 1981 i Riga, dåvarande Lettiska SSR, är en lettisk-irländsk roddare.

## Karriär
Pušpure tävlade för Irland vid olympiska sommarspelen 2012 i London, där hon slutade på 13:e plats i singelsculler.
Vid olympiska sommarspelen 2016 i Rio de Janeiro slutade Pušpure återigen på 13:e plats i singelsculler. Vid olympiska sommarspelen 2020 i Tokyo tog Pušpure sig till B-finalen i singelsculler, där hon inte kom till start och slutatde på totalt 12:e plats i tävlingen.
I september 2022 vid VM i Račice tog Pušpure brons tillsammans med Zoe Hyde i dubbelsculler.